# Оланда, Франсиско де
Франсиско де Оланда, Франсиско д’Оланда, Франсишку де Оланда, Франческо де Ольянда (порт. Francisco de Holanda; 6 сентября 1517, Лиссабон — 19 июня 1585, Лиссабон) — португальский художник: живописец-миниатюрист, архитектор, антиквар, историк и теоретик искусства. Убеждённый романист (приверженец итальянского искусства). В своих литературных сочинениях оставил ценные сведения о творческом методе Микеланджело Буонарроти.

## Биография
Его отец Антонио де Оланда, нидерландский художник-миниатюрист, происходил из голландской семьи, жил и работал в Португалии, в Лиссабоне. Франсиско также начал свою художественную карьеру как художник-миниатюрист. Между 1538 и 1547 годами он работал в Риме, изучая античное искусство. Там он познакомился с такими выдающимися личностями, как Микеланджело, Перино дель Вага, Себастьяно дель Пьомбо, Джулио Кловио, Пармиджанино и Виттория Колонна. В Венеции он встречался с Себастьяно Серлио. В римские годы Франсиско де Оланда сделал множество зарисовок старинных зданий. Как и рукописи художника, коллекция его рисунков хранится в Национальной библиотеке Испании в Эскориале. После возвращения на Пиренейский полуостров в 1548 году Франсиско отредактировал окончательную версию своего трактата «Старинная живопись» (порт. Da pintura antiga, издано в 1549 году).
В Португалии Франсиско де Оланда получал заказы от двора и от архиепископа Эворы, но безуспешно пытался распространить культуру классицизма в Португалии. Eго архитектурные устремления нашли только одну возможность: проект фасада церкви «Богоматери Благодати» (Igreja de Nossa Senhora da Graça) в Эворе. Он писал портреты, в том числе миниатюры. Однако его живописные произведения, за исключением многочисленных миниатюр, мало известны или не атрибутированы. Разочарованный отсутствием к нему достойного внимания, он удалился в сельскую местность и посвятил себя литературному творчеству. Франсиско де Оланда умер в Лиссабоне в 1585 году.

## Литературные сочинения
Франсиско де Оланда «боготворил Микеланджело, и считал, что только следование традициям итальянского искусства может создать национальную португальскую художественную школу». Он стал первым писателем в Португалии, создавшим помимо малых литературных сочинений и писем теоретический трактат на темы искусства. Вторая часть его книги «Старинная живопись» была названа «Четыре диалога о живописи», в последующих изданиях: «Римские диалоги» (Diálogos em Roma), и изложена в форме беседы между автором и его римскими друзьями: Микеланджело Буонарроти и поэтессой Витторией Колонна, «если только описываемые автором встречи в церкви Сан-Сильвестро на Монте-Кавалло действительно имели место и не были измышлением автора. Многие исследователи давно уже подвергали их серьёзному сомнению, а некоторые даже считают полностью апокрифическими».
Его обширная теоретическая работа находилась под влиянием искусства итальянского Возрождения и философии неоплатонизма, в том числе понятия «идея» как основы искусства, выраженного в «рисунке», существенном содержании каждого произведения. В своем трактате Оланда доказывает необходимость для художника обращаться как к природе, так и к древним, согласно девизу Джорджо Вазари: «Природа — образец, а древние — школа».
В сочинении Оланды доминирует гигантская фигура Микеланджело, от лица которого автор высказывает свои главные идеи, в том числе об отличиях художественного стиля итальянского Возрождения от произведений Северного Возрождения, «фламандской» и «фламандско-французской манеры» (flamenco-francese maniera), «суть которых сводится к оппозиции: идеализация — натурализация». Микеланджело в сочинении Оланды рассуждает о независимости художника как о главном условии творчества, о достоинствах живописи в Италии, там же приводится знаменитое высказывание мастера о значении искусства рисунка.
Сочинения Оланды стали известны благодаря исследованиям графа Атанасия Рачинского. Впервые были изданы в Вене в 1899 году. На итальянском языке — в 1953 году. Частичный перевод на русский язык осуществлён В. К. Шилейко для издания сборника «Микеланджело. Жизнь и творчество» (1964).